# NGC 1357
NGC 1357 è una galassia a spirale situata nella costellazione dell'Eridano, a una distanza di circa 89 milioni di anni luce dalla nostra Via Lattea.

## Scoperta

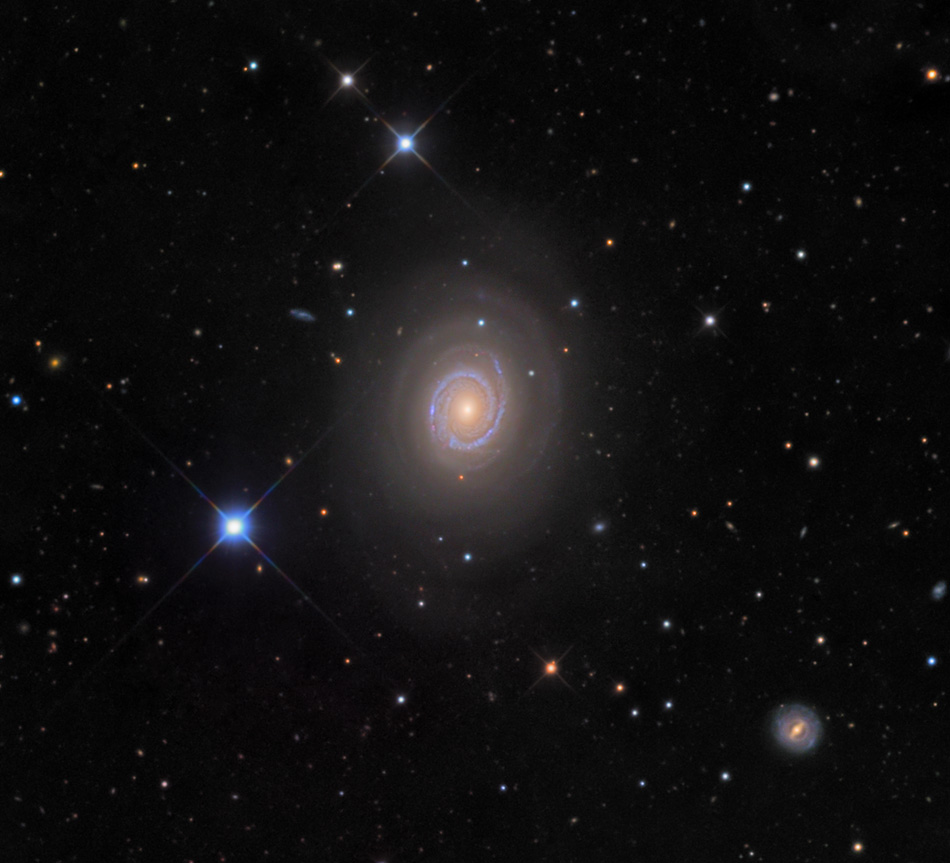
NGC 1357 ripresa da Adam Block (Mount Lemmon SkyCenter/University of Arizona).

La galassia è stata scoperta il 1 febbraio 1785 dall'astronomo britannico di origine tedesca William Herschel.

## Descrizione
NGC 1357 ha una classe di luminosità I-II e presenta una larga riga a 21 cm dell'idrogeno neutro.
È considerata una galassia attiva del tipo Seyfert 2.